# اکرال
اکرال (به اسپانیایی: Acheral) در آرژانتین است که در Monteros Department واقع شده‌است.

## خصوصیات
اکرال ۳٬۹۱۳ نفر جمعیت دارد.